# 吴建国 (1957年)
吴建国（1957年11月—），祖籍山东无棣，中华人民共和国政治人物。

## 生平
毕业于海军指挥学院，1976年2月参加工作，历任中国人民解放军某部政治部组织处副处长、司令部办公室主任、政治部主任、副政委、政委。2010年10月，任上海市旅游局副局长。